# Jamie Gray Hyder
Pour les articles homonymes, voir Gray et Hyder.
Jamie Gray Hyder, née le 27 avril 1985 à Washington, est une actrice américaine.

## Biographie

### Jeunesse
Jamie Gray Hyder naît le 27 avril 1985 à Washington, et grandit à Annandale, en Virginie. Elle sort diplômée de l'université de Géorgie avec une licence en étude de film et de théâtre, et emménage à Los Angeles pour poursuivre une carrière d'actrice.

## Filmographie
- 2010 : Sons of Tucson (série télévisée) : Esparanza
- 2010 : The Gallon Challenge
- 2012-2013 : True Blood (série télévisée) : Danielle (11 épisodes)
- 2013 : Killzone: Shadow Fall (jeu vidéo) : Echo (voix)
- 2014-2015 : Graceland (série télévisée) : Lucia Solano (12 épisodes)
- 2016 : NCIS : Enquêtes spéciales (série télévisée) : l'officier de 1re classe Heidi Orr
- 2016 : Bones (série télévisée) : Alex Duffy
- 2016 : Rizzoli & Isles (série télévisée) : Donna Marks
- 2016 : Call of Duty: Infinite Warfare (jeu vidéo) : lieutenant Nora Salter (voix)
- 2017 : Sandy Wexler : Jesse adulte
- 2017 : Esprits criminels (série télévisée) : Kimberly Desmond
- 2017 : Inhumans (série télévisée) : Jen (3 épisodes)
- 2018 : The Resident (série télévisée) : Grace Brooks
- 2018 : Chicago Med (série télévisée) : ASA Ramirez
- 2018 : Fall (court métrage) : la cliente
- 2018 : Nightmare Cinema : infirmière Chloé
- 2017-2018 : Voltron (série télévisée) : Zethrid (voix) (12 épisodes)
- 2018 : The Last Ship (série télévisée) : Nina Garside (3 épisodes)
- 2018 : Better Days : Jessica
- 2019 : Mischief Upon Mischief : Jazz Melody
- 2019-2021 : New York, unité spéciale (TV) : détective Katriona Tamin
- 2021 : La danseuse étoile de Noël (Téléfilm) : Natalia Haddad